# Coenosia transiens
Coenosia transiens este o specie de muște din genul Coenosia, familia Muscidae, descrisă de Stein în anul 1901. Conform Catalogue of Life specia Coenosia transiens nu are subspecii cunoscute.